# Морозов, Павлик
Па́вел Трофи́мович Моро́зов (более известный как Па́влик Моро́зов, 14 ноября 1918, Герасимовка, Кошукская волость, Туринский уезд, Тобольская губерния, Российское государство — 3 сентября 1932, Герасимовка, Тавдинский район, Уральская область, РСФСР, СССР) — советский школьник, получивший в советской пропаганде известность как пионер-герой, противостоявший расхищению социалистической собственности и кулачеству в лице своего отца — Трофима Морозова и поплатившийся за это жизнью.
Павел был убит вместе со своим младшим братом. Виновными в преступлении были признаны члены семьи его отца, против которого ранее он давал показания на суде.
Согласно Большой советской энциклопедии, Павлик Морозов был организатором и председателем первого пионерского отряда в селе Герасимовка.
События с Павликом Морозовым получили широкую известность в СССР; мальчику были установлены памятники во многих городах и пионерских лагерях Советского Союза.
Широко распространённую версию о том, что арест Трофима Морозова произошёл именно из-за доноса его сына, позже опроверг сам следователь, непосредственно участвовавший в деле. Реальной же причиной ареста стало задержание двух крестьян, имевших при себе бланки с печатями Герасимовского сельсовета; по признанию одного из задержанных, бланки были куплены у Трофима Морозова. На прошедшем позже заседании, осудившем Трофима на 10 лет ссылки, показание давала мать Павлика, а сам Павлик, выступая в качестве свидетеля, лишь пытался подтвердить её слова, но был остановлен судьёй за незначительностью показаний.

## Биография

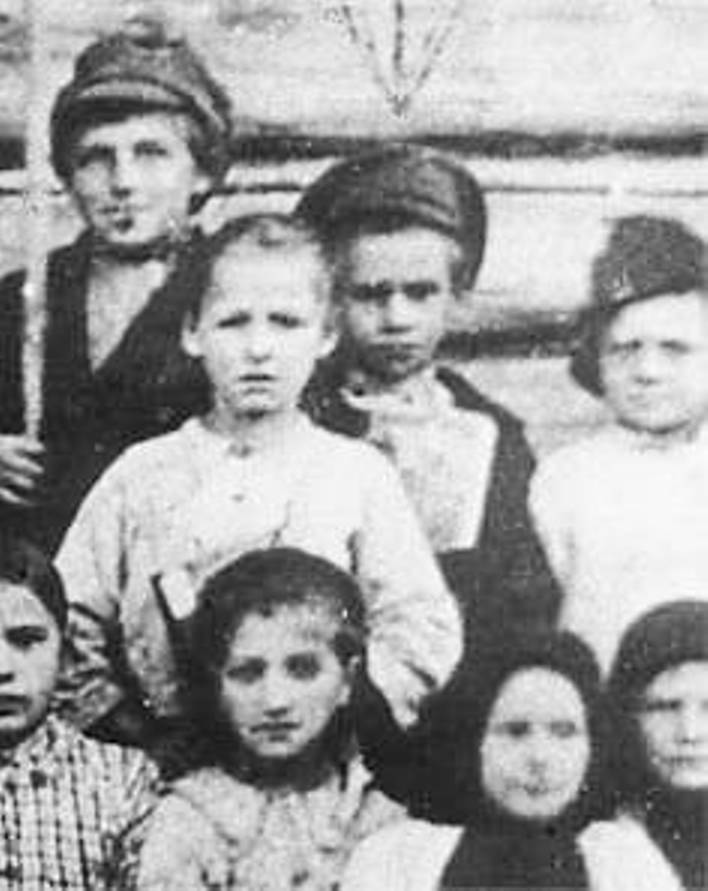
Павлик Морозов (в центре, в фуражке) с одноклассниками, слева — его двоюродный брат Данила Морозов (1913 г. р.)

Павлик Морозов родился 14 ноября 1918 года в селе Герасимовка Кошукской волости Туринского уезда Тобольской губернии у Трофима Сергеевича Морозова и Татьяны Семёновны Байдаковой. Отец был этническим белорусом и происходил из столыпинских переселенцев, которые осели в Герасимовке с 1910 года. Павлик был старшим из пятерых детей, у него было четыре брата: Георгий (умер в младенчестве), Алексей (1922 года рождения), Фёдор (1923 года рождения), и Роман (1928 года рождения).
Отец Павлика (бывший младший командир, участник Гражданской войны) до 1931 года был председателем Герасимовского сельсовета. По воспоминаниям герасимовцев, вскоре после занятия этой должности Трофим Морозов начал пользоваться ею в корыстных целях, о чём подробно упоминается в возбуждённом против него впоследствии уголовном деле: согласно показаниям свидетелей, Трофим стал присваивать себе вещи, конфискованные у раскулаченных. Кроме того, он спекулировал справками, которые выдавались спецпоселенцам.
Вскоре отец Павла бросил семью (жену с четырьмя детьми) и стал сожительствовать с соседкой — Антониной Амосовой. По воспоминаниям учительницы Павла, его отец регулярно избивал жену и детей как до, так и после ухода из семьи. Дед Павлика сноху также ненавидел за то, что та не захотела жить с ним одним хозяйством, а настояла на разделе (кроме того, Татьяна Морозова была «чужой», родом из соседней деревни). Со слов Алексея (брата Павла), отец «любил одного себя да водку», жену и сыновей своих не жалел, не то что чужих переселенцев, с которых «за бланки с печатями три шкуры драл». Так же к брошенной отцом на произвол судьбы семье относились и родители отца: «Дед с бабкой тоже для нас давно были чужими. Никогда ничем не угостили, не приветили. Внука своего, Данилку, дед в школу не пускал, мы только и слышали: „Без грамоты обойдёшься, хозяином будешь, а щенки Татьяны — у тебя батраками“». Дед Павлика Сергей Морозов имел тяжелый характер, пользовался в деревне дурной славой и мрачной репутацией — до революции он был жандармом (по мнению односельчан, он работал надсмотрщиком в тюрьме), а его жена Ксенья — конокрадкой.
В 1931 году отец, уже не занимавший должность, был осуждён на 10 лет за то, что «будучи председателем сельсовета, дружил с кулаками, укрывал их хозяйства от обложения, а по выходе из состава сельсовета способствовал бегству спецпереселенцев путём продажи документов». Ему вменялась выдача поддельных справок раскулаченным об их принадлежности к Герасимовскому сельсовету, что давало им возможность покинуть место ссылки. Трофим Морозов, будучи в заключении, участвовал в строительстве Беломорско-Балтийского канала и, отработав три года, вернулся домой с орденом за ударный труд, а затем поселился в Тюмени.

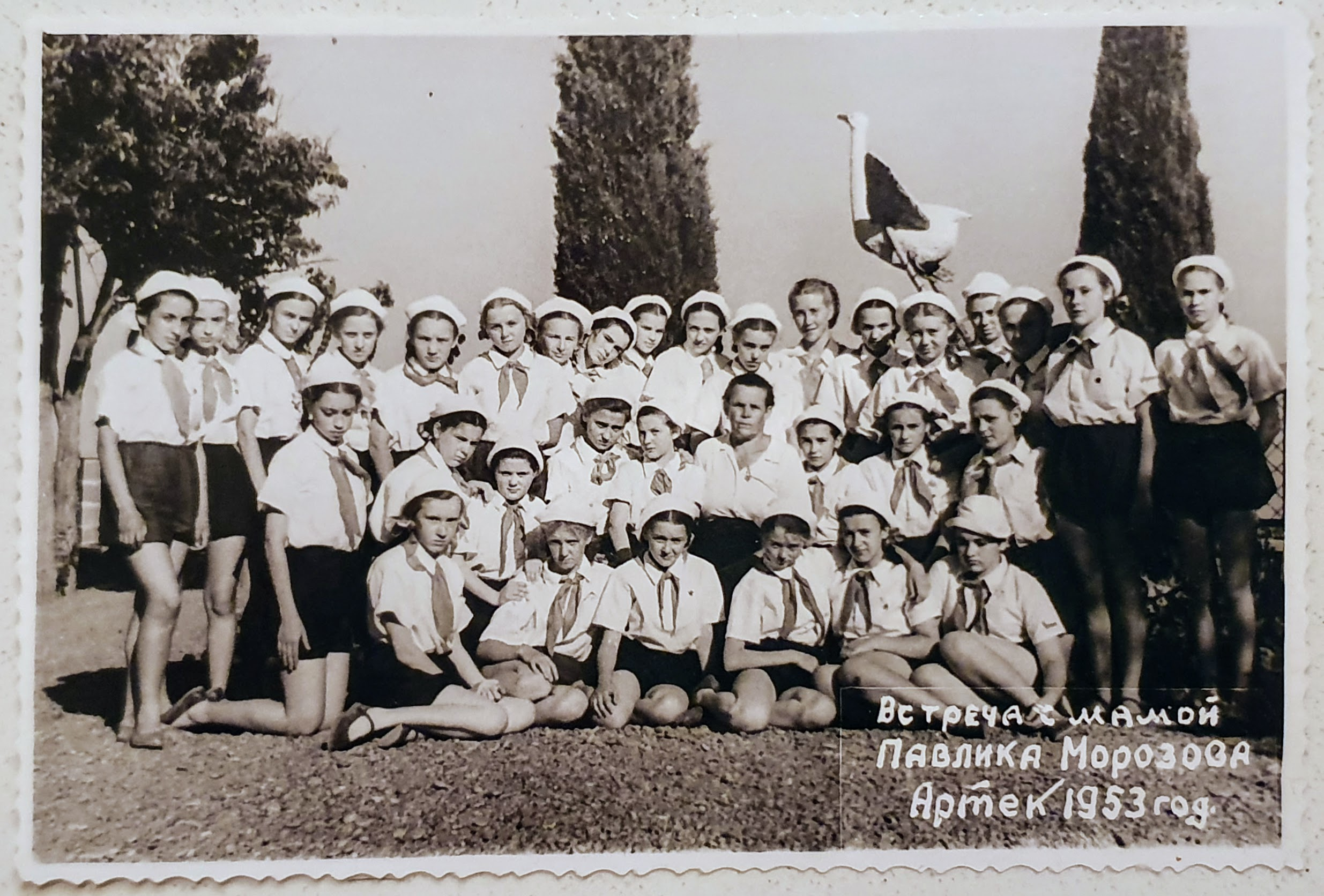
Татьяна Морозова на встрече с пионерками в «Артеке», 1953 г.

Со слов учительницы Павлика Морозова Л. П. Исаковой (приведённых Вероникой Кононенко), мать Павлика была «лицом пригожая и очень добрая». После убийства сыновей Татьяна Морозова уехала в Тавду, боясь встречи с бывшим мужем, и долгие годы не решалась навестить родные места. В конечном итоге после Великой Отечественной войны она поселилась в Алупке, где жила на пожизненную правительственную пенсию. Младший брат Павлика Роман, по одной версии, погиб на фронте во время войны, по другой — он выжил, но стал инвалидом и умер вскоре после её окончания. Алексей стал единственным ребёнком Морозовых, кто женился: от разных браков у него родилось два сына — Денис и Павел. Разведясь с первой женой, он перебрался к матери в Алупку, где старался не распространяться о своём родстве с Павликом, и заговорил о нём лишь в конце 1980-х, когда в разгар Перестройки началась кампания травли Павлика (см. ниже его письмо).
Татьяна Морозова умерла в 1983 году в Алупке. Алексей умер там же где-то в середине 2000-х. Его сын Павел, названный в честь дяди, умер в 2006 году.
О бедности в селе Герасимовка учительница Павла вспоминала:

Школа, которой заведовала, работала в две смены. О радио, электричестве мы тогда и понятия не имели, вечерами сидели при лучине, керосин берегли. Чернил и то не было, писали свекольным соком. Бедность вообще была ужасающая. Когда мы, учителя, начали ходить по домам, записывать детей в школу, выяснилось, что у многих никакой одежонки нет. Дети на полатях сидели голые, укрывались кое-каким тряпьём. Малыши залезали в печь и там грелись в золе.
Организовали мы избу-читальню, но книг почти не было, очень редко приходили местные газеты. Некоторым сейчас Павлик кажется эдаким напичканным лозунгами мальчиком в чистенькой пионерской форме. А он из-за бедности нашей эту форму и в глаза не видел.

Вынужденный обеспечивать семью в таких тяжёлых условиях, Павел тем не менее неизменно выказывал стремление учиться. Со слов его учительницы Л. П. Исаковой:

Очень он стремился учиться, брал у меня книжки, только читать ему было некогда, он и уроки из-за работы в поле и по хозяйству часто пропускал. Потом старался нагнать, успевал неплохо, да ещё маму свою грамоте учил…

После ухода отца к другой женщине на Павла свалились все заботы по крестьянскому хозяйству — он стал старшим мужчиной в семье Морозовых.

## Убийство
2 сентября 1932 года Павел и его младший брат Фёдор отправились на болото Красный Мошок за клюквой, предполагая заночевать там (в отсутствие матери, уехавшей в Тавду продавать телёнка). 6 сентября Дмитрий Шатраков нашёл их трупы с ножевыми ранениями в осиннике.
Мать братьев описывает события этих дней в разговоре со следователем так:

Второго сентября я уехала в Тавду, а 3-го Павел и Фёдор пошли в лес за ягодами. Вернулась я 5-го и узнала, что Паша и Федя из лесу не вернулись. Я стала беспокоиться и обратилась к милиционеру, который собрал народ, и люди пошли в лес искать моих детей. Вскоре их нашли зарезанными.
Мой средний сын Алексей, ему 11 лет, рассказал, что 3-го сентября он видел, как Данила очень быстро шёл из леса, и за ним бежала наша собака. Алексей спросил, не видел ли он Павла и Фёдора, на что Данила ничего не ответил и только засмеялся. Одет он был в самотканые штаны и чёрную рубаху — это Алексей хорошо запомнил. Именно эти штаны и рубаху нашли у Сергея Сергеевича Морозова во время обыска.
Не могу не отметить и того, что 6-го сентября, когда моих зарезанных детей привезли из леса, бабка Аксинья встретила меня на улице и с усмешкой сказала: «Татьяна, мы тебе наделали мяса, а ты теперь его ешь!».

Первый акт осмотра тел, составленный участковым милиционером Яковом Титовым, в присутствии фельдшера Городищевского медпункта П. Макарова, понятых Петра Ермакова, Авраама Книги и Ивана Баркина, сообщает, что:

Морозов Павел лежал от дороги на расстоянии 10 метров, головою в восточную сторону. На голове надет красный мешок. Павлу был нанесён смертельный удар в брюхо. Второй удар нанесён в грудь около сердца, под которым находились рассыпанные ягоды клюквы. Около Павла стояла одна корзина, другая отброшена в сторону. Рубашка его в двух местах прорвана, на спине кровяное багровое пятно. Цвет волос — русый, лицо белое, глаза голубые, открыты, рот закрыт. В ногах две берёзы (…) Труп Фёдора Морозова находился в пятнадцати метрах от Павла в болотине и мелком осиннике. Фёдору был нанесён удар в левый висок палкой, правая щека испачкана кровью. Ножом нанесён смертельный удар в брюхо выше пупка, куда вышли кишки, а также разрезана рука ножом до кости.

Второй акт осмотра, сделанный городским фельдшером Марковым после обмытия тел, гласит, что:

У Павла Морозова одна рана поверхностная размером 4 сантиметра на грудной клетке с правого бока в области 5-6 ребра, вторая рана поверхностная в подложечной области, третья рана с левого бока в живот, подрёберную область размером 3 сантиметра, через которую вышла часть кишок, и четвёртая рана с правого бока (от пупартовой связки) размером 3 сантиметра, через которую часть кишок вышла наружу, и последовала смерть. Кроме того, у левой руки, под пястью большого пальца, нанесена большая рана длиной 6 сантиметров.
Павел и Фёдор Морозовы были похоронены на кладбище Герасимовки. На могильном холме был поставлен обелиск с красной звездой, а рядом врыт крест с надписью: «1932 года 3 сентября погибши от злова человека от острого ножа два брата Морозовы — Павел Трофимович, рождённый в 1918 году, и Фёдор Трофимович».
Из обвинительного заключения:

Морозов Павел, являясь пионером на протяжении текущего года, вёл преданную, активную борьбу с классовым врагом, кулачеством и их подкулачниками, выступал на общественных собраниях, разоблачал кулацкие проделки и об этом неоднократно заявлял…

При этом, у Павла были очень сложные отношения с родственниками отца. М. Е. Чулкова описывает такой эпизод: 

… Однажды Данила ударил Павла оглоблей по руке так сильно, что она стала опухать. Мать Татьяна Семёновна встала между ними, Данила и её ударил по лицу так, что изо рта у неё пошла кровь. Прибежавшая бабка кричала:
— Зарежь этого сопливого коммуниста!
— Сдерём с них шкуру! — орал Данила…

## Ранний судебный процесс над Трофимом Морозовым
Показательный суд над председателем сельского совета с. Герасимовки, Тавдинского района, Морозовым Трофимом собрал сотни людей.
Зачитали обвинительное заключение. Начался допрос свидетелей. Вдруг сгущённую тишину размеренного хода судебного процесса пронизал звонкий детский голос:
— Дяденька, дозволь, я скажу!
В зале поднялась суматоха. Зрители повскакали с мест, задние ряды хлынули на сидящих, у дверей произошла давка. Председатель суда с трудом восстановил порядок…
— Это я подал в суд заявление на своего отца. Я как пионер отказываюсь от отца. Он творил явную контрреволюцию. Мой отец не защитник Октября. Он всячески помогал кулаку Кулуканову Арсентию. Это он помог бежать кулакам. Это он спрятал кулацкое имущество, чтобы оно не досталось колхозникам…
— Я прошу привлечь моего отца к суровой ответственности, чтобы другим не дать повадку защищать кулаков.
12-летний свидетель пионер Павел Морозов закончил свои показания. Нет. Не свидетельское показание это было. Это был беспощадный обвинительный акт юного защитника социализма по адресу тех, кто стоял на стороне остервенелых врагов пролетарской революции.
Разоблачённый сыном-пионером Трофим Морозов был присужден к 10 годам лишения свободы за связь с местными кулаками, фабрикацию для них фальшивых документов, укрытие кулацкого имущества.
Пионер Павел Морозов после суда пришёл в семью деда Морозова Сергея. Неприветливо встретили в семье бесстрашного разоблачителя. Глухая стена скрытой вражды окружила мальчика. Родным был пионерский отряд. Туда Паша бегал как в свою родную семью, там делил радости и горе. Там научили его страстной нетерпимости к кулакам и их подпевалам.
И когда дед Паши, Сергей Морозов, укрыл кулацкое имущество, Паша побежал в сельсовет и разоблачил деда.
В 1932 г. зимой Паша вывел на свежую воду кулака Силина Арсения, который не выполнил твердого задания, продал кулакам воз картофеля. Осенью раскулаченный Кулуканов украл с сельсоветского поля 16 пудов ржи и опять спрятал их у своего тестя — Сергея Морозова. Павел снова разоблачил деда и кулака Кулуканова.
На собраниях во время сева, в момент хлебозаготовок, всюду активист-пионер Паша Морозов разоблачал запутанные махинации кулаков и подкулачников…
И исподволь, продуманно начали подготовку к жуткой и кровавой расправе с пионером-активистом. В преступный заговор втянули сначала Данилу Морозова — двоюродного брата Павла, а потом и его деда — Сергея. За плату в 30 рублей Данила Морозов взялся с помощью деда прикончить ненавистного им родича. Кулак Кулуканов искусно подогревал неприязнь к Павлу Данилы и деда. Павла все чаще встречали грубыми побоями и недвусмысленными угрозами.
— Если не выпишешься из отряда, то я тебя, проклятого пионера, всё равно зарежу, — хрипел Данила, избивая Павла до потери сознания…
26 августа Павел подал участковому милиционеру заявление об угрозах. То ли по политической близорукости, то ли по другим причинам участковый милиционер не успел вмешаться в дело. 3 сентября в ясный осенний день Павел вместе с 9-летним братишкой Федей побежал в лес за ягодами…
Вечером, спокойно на виду у всех Данила Морозов с дедом Сергеем кончили бороньбу и сев и направились домой.
Дорогой незаметно свернули в лес. Совсем близко встретили Федю и Пашу…
Расправа была короткой. Нож остановил непокорное сердце юного пионера. Затем так же быстро покончили с ненужным свидетелем — девятилетним Федей. Данила с дедом спокойно вернулись домой и сели ужинать. Бабка Ксенья также спокойно и деловито начала отмачивать окровавленную одежду. В темном углу за святыми образами спрятали нож…
На днях дело об убийстве пионера-активиста Павла Морозова и его девятилетнего брата будет слушаться на месте показательным процессом.
На скамье подсудимых сидят активные вдохновители убийства — кулаки Кулуканов, Силин, убийцы Сергей и Данила Морозовы, их сообщница Ксенья Морозова…
Павел Морозов не один. Таких как он — легионы. Они разоблачают зажимщиков хлеба, расхитителей общественной собственности, они, если нужно, приводят на скамью подсудимых своих отцов-подкулачников…

### Судебный процесс по делу об убийстве Павлика Морозова
В процессе расследования выяснилась тесная связь убийства с прежним делом над Трофимом Морозовым.
Павел дал показания на предварительном следствии, подтвердив слова матери, что отец избивал мать и приносил в дом вещи, полученные в качестве платы за выдачу фальшивых документов (один из исследователей, Юрий Дружников предполагает, что Павел видеть этого не мог, потому что отец давно не жил с семьёй). По версии Дружникова, в деле об убийстве отмечается, что «25 ноября 1931 года Морозов Павел подал заявление следственным органам о том, что его отец Морозов Трофим Сергеевич, будучи председателем сельсовета и будучи связанным с местными кулаками, занимается подделкой документов и продажей таковых кулакам-спецпереселенцам». Заявление было связано со следствием по делу о фальшивой справке, выданной Герасимовским сельсоветом спецпереселенцу; он позволил подключить к делу Трофима. Трофим Морозов был арестован и в феврале следующего года судим.
В обвинительном заключении по делу об убийстве Морозовых следователем Елизаром Васильевичем Шепелевым было записано, что «Павел Морозов подал заявление в следственные органы 25-го ноября 1931 года». В интервью журналистке Веронике Кононенко и старшему советнику юстиции Игорю Титову Шепелев сказал:

Не могу понять, с какой стати я всё это написал, в деле нет никаких подтверждений, что мальчик обращался в следственные органы и что именно за это его убили. Наверно, я имел в виду, что Павел дал показания судье, когда судили Трофима… Выходит, из-за моих неточно написанных слов мальчишку теперь обвиняют в доносительстве?! Но разве помогать следствию или выступать свидетелем на суде — преступление? И можно ли из-за одной фразы в чём-либо обвинять человека?

Трофим Морозов и другие председатели сельсоветов были арестованы 26 и 27 ноября, на следующий день после «доноса». По результатам журналистского расследования Евгении Медяковой, опубликованным в журнале «Урал» в 1982 году, было выяснено, что Павел Морозов к аресту отца был не причастен. 22 ноября 1931 года на станции Тавда был задержан некто Зворыкин. У него были обнаружены два чистых бланка со штампами Герасимовского сельсовета, за которые, по его словам, он отдал 105 рублей. В справке, приложенной к делу, сказано, что перед арестом Трофим был уже не председателем сельсовета, а «приказчиком Городищенского сельпо». Медякова также пишет, что, «в Тавду и Герасимовку не раз поступали запросы со строительства Магнитогорска, со многих фабрик, заводов и колхозов о том, действительно ли граждане (ряд фамилий) являются жителями Герасимовки». Следовательно, началась проверка обладателей фальшивых справок. «И самое главное — показаний мальчика в следственном деле Медякова не обнаружила! Показания Татьяны Семёновны есть, а Павлика — нет! Ибо никаких „заявлений в следственные органы“ он не делал!»
Павел вслед за матерью выступил и в суде, но в конце концов был остановлен судьёй ввиду малолетства. В деле об убийстве Морозова сказано: «При суде сын Павел обрисовал все подробности на своего отца, его проделки». Речь, произнесённая Павликом, известна в 12 вариантах, в основном восходящих к книге журналиста Петра Соломеина. В записи же из архива самого Соломеина эта обличительная речь передаётся следующим образом:

Дяденьки, мой отец творил явную контрреволюцию, я как пионер обязан об этом сказать, мой отец не защитник интересов Октября, а всячески старается помогать кулаку сбежать, стоял за него горой, и я не как сын, а как пионер прошу привлечь к ответственности моего отца, ибо в дальнейшем не дать повадку другим скрывать кулака и явно нарушать линию партии, и ещё добавлю, что мой отец сейчас присвоит кулацкое имущество, взял койку кулака Кулуканова Арсения (муж сестры Т. Морозова и крёстный отец Павла) и у него же хотел взять стог сена, но кулак Кулуканов не дал ему сена, а сказал, пускай лучше возьмёт х…

### Версия обвинения
Версия обвинения и суда была следующая. 3 сентября кулак Арсений Кулуканов, узнав об уходе мальчиков за ягодами, сговорился с пришедшим к нему в дом Данилой Морозовым убить Павла, дав ему 5 рублей и попросив пригласить для убийства также Сергея Морозова, «с которым Кулуканов раньше имел сговор». Вернувшись от Кулуканова и закончив бороньбу (то есть боронование, рыхление почвы), Данила отправился домой и передал разговор деду Сергею. Последний, видя, что Данила берёт нож, ни слова не говоря, вышел из дому и отправился вместе с Данилой, сказав ему: «Идём убивать, смотри, не бойся». Найдя детей, Данила, не говоря ни слова, вынул нож и ударил Павла; Федя кинулся бежать, но был задержан Сергеем и также зарезан Данилой. «Убедившись, что Федя мёртв, Данила вернулся к Павлу и ещё несколько раз ударил его ножом».
Убийство Морозова широко освещалось как проявление кулацкого террора (против члена пионерской организации) и послужило поводом для широких репрессий во всесоюзном масштабе; в самой Герасимовке оно дало наконец возможность организовать колхоз (до того все попытки срывались крестьянами). В Тавде, в клубе имени Сталина, состоялся показательный процесс над предполагаемыми убийцами. На суде Данила Морозов подтвердил все обвинения, Сергей Морозов держался противоречиво, то сознаваясь, то отрицая вину. Все остальные обвиняемые вину отрицали. Главными уликами являлись хозяйственный нож, найденный у Сергея Морозова, и окровавленная одежда Данилы, замоченная, но не отстиранная Ксенией (якобы перед тем Данила зарезал для Татьяны Морозовой телёнка).
Корреспондент «Уральского рабочего» В. Мор излагал версию обвинения как общепринятую. Кроме того, схожая версия была выдвинута в статье Виталия Губарева в «Пионерской правде».

### Приговор Уральского областного суда
Решением Уральского областного суда в убийстве Павла Морозова и его брата Фёдора признаны виновными их собственный дед Сергей (отец Трофима Морозова) и 19-летний двоюродный брат Данила, а также бабушка Ксения (как соучастница) и крёстный отец Павла — Арсений Кулуканов, приходившийся ему дядей (в качестве деревенского кулака — как инициатор и организатор убийства). После суда Арсений Кулуканов и Данила Морозов были расстреляны, восьмидесятилетние Сергей и Ксения Морозовы умерли в тюрьме. В соучастии в убийстве был обвинён и другой дядя Павлика, Арсений Силин, однако в ходе суда он был оправдан.

## Правдоподобность и более поздние исследования
После распада Советского Союза, появились доказательства фальсификации легенды о Павлике Морозове, а также того, что думали о нем советские чиновники. Максим Горький говорил с Коммунистической молодежной организацией в 1933 году о «героическом подвиге пионера Павлика Морозова, мальчика, который понимал, что человек, являющийся родственником по крови, вполне может быть врагом духа, и что такого человека нельзя щадить». Горький был союзником и любимцем Сталина, но эта конкретная инициатива, не пришлась по вкусу генсеку, по крайней мере, по слухам: «Какая свинья, доносит на собственного отца», — одно из замечаний, приписываемых Сталину.
Роман Брэкмэн утверждает, что мать Павлика подтолкнула его донести на отца, потому как надеялась, что это припугнёт его, заставив уйти от любовницы и вернуться в семью. Однако это вылилось в плачевные последствия после того, как ГПУ дало Павлику инструкции как изобличить своего отца в суде во время дачи показаний.
Согласно последним исследованиям, Герасимовка описывалась в советской прессе как «кулацкое гнездо», потому что ее жители отказались вступать в колхоз (контролируемое государством коллективное хозяйство), во время коллективизации. Павлик доносил на соседей, когда они делали что-то не так, включая своего отца, который ушел из семьи к другой женщине.
Павлик не был пионером, хотя и хотел им быть. Келли считает, что нет никаких доказательств того, что семья была причастна к убийству мальчика, и что это, вероятно, было делом рук каких-то подростков, с которыми Павлик повздорил из-за пистолета. Некоторые жители Герасимовки, утверждающие, что знали Павлика, описывали его как «придурка», который «только и делал, что доставлял неприятности». Они говорили, что у него всегда были вши в волосах, и что от него ужасно пахло. Сообщается, что он и его брат мочились друг на друга после драки.

### Версия Дружникова
В середине 1980-х годов Юрий Дружников, писатель-диссидент, исключенный из Союза советских писателей, провел расследование, встретился с выжившими очевидцами и написал документальное разоблачение легенды о Павлике. Первоначально распространявшийся через самиздат, он был опубликован на русском языке в Великобритании в 1988 году и вскоре после этого переведен на несколько языков.
Дружников оспаривает каждый аспект советской пропагандистской версии жизни Павлика.. Например, разные источники в советской литературе указывают разный возраст Павлика на момент смерти и показывают фотографии разных мальчиков. Павлик не был пионером, когда его убили: по мнению Юрия Ильича, пионером он был объявлен практически сразу после гибели (последнее, по мнению Дружникова, было важно для следствия, так как подводило его убийство под статью о политическом терроре) — с пионерским галстуком Павел изображён только на пропагандистских портретах, но на единственной сохранившейся фотографии у него галстука не видно.. Также, отец Павла был председателем местного совета, а не кулаком, как утверждала советская пропаганда.{Sfn|Fitzpatrick|1994|p=255}}
Писатель подвергает сомнению и то, что Павлик стремился учиться — приводятся слова его учительницы З. А. Кабиной, что Павел только с третьей попытки поступил в школу и лишь за год до смерти, но при этом читать и писать толком не научился (с её слов, он даже говорил на смешанном белорусско-русском диалекте и в целом был очень «педагогически запущенным»).
Юрий Ильич утверждает, что, дав показания против отца, Павел заслужил в деревне «всеобщую ненависть»; его стали звать «Пашка-куманист» (коммунист). Дружников считает преувеличенными официальные утверждения о том, что Павлик активно помогал выявлять «зажимщиков хлеба», тех, кто укрывает оружие, замышляет преступления против советской власти и т. д. Как утверждает автор, по словам односельчан, Павел не был «серьёзным доносчиком», так как «доносить — это, знаете, серьёзная работа, а он был так, гнида, мелкий пакостник». По утверждению Дружникова, в деле об убийстве документально зафиксированы только два таких «доноса».
Дружников предполагает, что на суде мать Павлика давала показания, чтобы отомстить бросившему её мужу и, припугнув, вернуть его в семью.
Он считает нелогичным поведение предполагаемых убийц, не предпринявших никаких мер для сокрытия следов преступления (не утопили трупы в болоте, бросив их у дороги; не отстирали вовремя окровавленную одежду; не очистили от следов крови нож, положив его при этом в то место, в которое первым делом заглядывают при обыске). Всё это особенно странно, учитывая, что дед Морозова в прошлом — жандарм, а бабка — профессиональная конокрадка.
Согласно советской версии, в убийстве Павлика виноват дед; по словам Дружникова, тот был убит горем из-за смерти Павлика, организовал поиски, когда мальчик пропал и отстаивал свою невиновность во время суда. Не говоря об этом прямо, Дружников намекает, что Павлика убил сотрудник ОГПУ, с которым автор познакомился во время своего расследования.
По версии автора, убийство являлось результатом провокации, организованной с участием помощника уполномоченного ОГПУ Спиридона Карташова и двоюродного брата Павла — осведомителя Ивана Потупчика. В связи с этим автор описывает документ, который, по его утверждению, он обнаружил в материалах дела № 374 (об убийстве братьев Морозовых). Эта бумага была составлена Карташовым и представляет собой протокол допроса Потупчика в качестве свидетеля по делу об убийстве Павла и Фёдора. Документ датирован 4 сентября, то есть, согласно дате, составлен за два дня до обнаружения трупов.
По мнению Юрия Дружникова:

Следствия не было. Трупы приказали похоронить до приезда следователя без экспертизы. В качестве обвинителей на сцене сидели также журналисты, говорившие о политической важности расстрела кулаков. Адвокат обвинил подзащитных в убийстве и под аплодисменты удалился. Разные источники сообщают разные способы убийства, прокурор и судья путались в фактах. Орудием убийства назвали найденный в доме нож со следами крови, но Данила в тот день резал телёнка — никто не проверил, чья кровь. Обвиняемые дедушка, бабушка, дядя и двоюродный брат Павлика Данила пытались сказать, что их били, пытали. Расстрел невиновных в ноябре 1932 года был сигналом к массовой расправе над крестьянами по всей стране.

В своей книге 2005 года «Товарищ Павлик: взлет и падение советского мальчика-героя» Катриона Келли соглашается с Дружниковым в том, что официальная версия рассказа почти полностью вымышленная. Келли имела доступ к официальным архивам дела. Она определила, что доказательства отрывочны, основаны в основном на вторых ролях предполагаемых свидетелей, и что Павлик не доносил на своих родителей, а был убит после обычной ссоры. Келли также показывает, как акцент официальной версии смещался в соответствии с меняющимися временами и пропагандистскими линиями. В некоторых рассказах преступление отца Павлика заключалось не в подделке документов, а в накоплении зерна; в других — на него донесли не тайной полиции, а школьному учителю. В некоторых рассказах методом смерти Павлика было обезглавливание пилой. Единственная сохранившаяся фотография его показывает истощенного ребенка, который почти не имеет сходства со статуями и изображениями в детских книгах. Также было сказано, что он был почти неграмотным и был вынужден донести на своего отца своей матерью; отец бросил семью. Келли также опроверг некоторые утверждения Дружникова о вложении ОГПУ в убийство, утверждая, что: «хотя есть следы подавления ОГПУ и сокрытия незначительных фактов, нет никаких оснований полагать, что само убийство было спровоцировано ими»

### Поддержка версии
В своей книге 2005 года «Товарищ Павлик: взлет и падение советского мальчика-героя» (ориг. «Comrade Pavlik: The Rise and Fall of a Soviet Boy Hero»), профессор Оксфордского университета Катриона Келли соглашается с Дружниковым в том, что официальная версия рассказа почти полностью вымышленная. Келли имела доступ к официальным архивам дела и определила, что доказательства отрывочны, основаны в основном на показаниях предполагаемых свидетелей из вторых уст, и что Павлик не доносил на своих родителей, а был убит после обычной ссоры. Келли также показывает, как акцент официальной версии смещался в соответствии с меняющимися временами и пропагандистскими линиями. В некоторых рассказах преступление отца Павлика заключалось не в подделке документов, а в накоплении зерна; в других — что на него донесли не тайной полиции, а школьному учителю. В некоторых рассказах, методом смерти Павлика было обезглавливание пилой. Его единственная сохранившаяся фотография показывает истощенного ребенка, который почти не имеет сходства со статуями и изображениями в детских книгах. Также было сказано, что он был почти неграмотным и был вынужден донести на своего отца своей матерью; отец бросил семью.

### Критика версии

#### Возмущение брата и учительницы
После выхода книги Ю. Дружникова Вероника Кононенко выступила в газете «Советская Россия» и журнале «Человек и закон» с жёсткой критикой этого литературного расследования, оценив книгу Дружникова как клеветническую и полную собранных обманным путём подтасованных сведений. В подтверждение она процитировала письмо от Алексея Морозова, родного брата покойного Павла Морозова, согласно которому учительница Павла З. А. Кабина за искажение своих воспоминаний хотела подать на Дружникова в международный суд.
Из опубликованного Вероникой Кононенко письма Алексея Морозова, родного брата Павла:

Что за судилище устроили над моим братом? Обидно и страшно. Брата моего в журнале назвали доносчиком. Ложь это! Павел всегда боролся в открытую. Почему же его оскорбляют? Мало наша семья горя перенесла? Над кем издеваются? Двоих моих братьев убили. Третий, Роман, пришёл с фронта инвалидом, умер молодым. Меня во время войны оклеветали как врага народа. Десять лет отсидел в лагере. А потом реабилитировали. А теперь клевета на Павлика. Как всё это выдержать? Обрекли меня на пытку похуже, чем в лагерях. Хорошо, что мать не дожила до этих дней… Пишу, а слёзы душат. Так и кажется, что Пашка опять стоит беззащитным на дороге. …Редактор «Огонька» Коротич на радиостанции «Свобода» заявил, что брат мой — сукин сын, значит, и мать моя… Юрий Израйлевич Альперович-Дружников к нам в семью втёрся, чаи с мамой распивал, всё нам сочувствовал, а потом издал в Лондоне мерзкую книжку — сгусток такой отвратительной лжи и клеветы, что, прочитав её, получил я второй инфаркт. Заболела и З. А. Кабина, всё хотела в международный суд на автора подать, да где ей — Альперович живёт в Техасе и посмеивается — попробуй достань его, учительской пенсии не хватит. Главы из книги «Вознесение Павлика Морозова» этого писаки растиражировали многие газеты и журналы, никто моих протестов во внимание не принимает, правда о брате никому не нужна… Видно, одно мне осталось — облить себя бензином, и дело с концом!

#### Критика автора и его книги
Слова Дружникова противоречат воспоминаниям первой учительницы Павла — Ларисы Павловны Исаковой:

Пионерский отряд в Герасимовке я тогда не успела организовать, его создала после меня Зоя Кабина <…>. Однажды привезла из Тавды красный галстук, повязала его Павлу, и он радостный побежал домой. А дома отец сорвал с него галстук и страшно избил. […] Коммуна распалась, а мужа моего кулаки до полусмерти избили. Меня же спасла Устинья Потупчик, предупредила, что Кулаканов с компанией собираются убить. […] Вот, наверное, с тех пор Павлик Кулаканова и возненавидел, первым в пионеры вступил, когда отряд организовали.

Журналист В. П. Кононенко со ссылкой на учительницу Павла Морозова Зою Кабину подтверждает, что «именно она создала первый в деревне пионерский отряд, который и возглавил Павел Морозов».
Согласно статье В. С. Бушина, версия Дружникова, что убийцами были «некто Карташов и Потупчик», первый из которых был «оперуполномоченным ОГПУ», является клеветнической. Бушин ссылается на Веронику Кононенко, которая нашла «самого Спиридона Никитича Карташова» и брата Павла Морозова — Алексея. Указывая, что настоящая фамилия Дружникова — Альперович, Бушин утверждает, что кроме использования «красивого русского псевдонима Дружников», тот «втирался в доверие» к бывшей учительнице Павла Морозова Ларисе Павловне Исаковой, используя ещё одно имя — своего коллеги по редакции И. М. Ачильдиева. Наряду с утверждением непричастности Карташова к ОГПУ, Бушин обвиняет Альперовича-Дружникова в намеренных искажениях и подтасовках фактов в угоду своим воззрениям и убеждениям.
Келли утверждала в последовавшей полемике, что, «хотя есть следы замалчивания и сокрытие второстепенных фактов работниками ОГПУ, нет никаких оснований полагать, что само убийство было спровоцировано ими».
Юрий Дружников заявил, что Келли использовала его работу не только в допустимых ссылках, но и повторив композицию книги, отбор деталей, описания. Кроме того, Келли, по мнению Дружникова, пришла к прямо противоположному заключению о роли ОГПУ-НКВД в убийстве Павлика. Согласно Келли, Дружников считал советские официальные материалы ненадёжными, но использовал их, когда это было выгодно для подкрепления его версии. По оценке Келли, Дружников опубликовал вместо научного изложения критики её книги «донос» с предположением о связи Келли с «органами». Келли не нашла большой разницы между заключениями книг и отнесла некоторые пункты критики Дружникова к недостаточному знанию им английского языка и английской культуры.

## Расследование Главной военной прокуратуры СССР
Советский юрист Александр Алексеевич Лискин (2 сентября 1919 — 21 июня 2001) принимал участие в дополнительном расследовании дела в 1967 году и запрашивал дело об убийстве № Н-7825 из архивов КГБ СССР. Лискин указывал на «мордобой» и «фальсификацию» со стороны инспектора Титова, вскрытые во время следствия. В 1995 году Лискин запрашивал официальные справки о предполагаемой судимости отца Павлика, но органы внутренних дел Свердловской и Тюменской областей не нашли таких сведений. Лискин предложил проверить «тайные углы запылённых архивов», чтобы найти действительных убийц братьев Морозовых.
Лискин соглашался с доводами редактора отдела журнала «Человек и закон» Вероники Кононенко о свидетельском характере выступления Павлика на суде его отца и об отсутствии тайных доносов.

### Решение Верховного Суда РФ
Весной 1999 года сопредседатель Курганского общества «Мемориал» Иннокентий Хлебников направил от имени дочери Арсения Кулуканова Матрёны Шатраковой ходатайство в Генеральную прокуратуру Российской Федерации о пересмотре решения Уральского областного суда, приговорившего родственников подростка к расстрелу. Генеральная прокуратура России пришла к следующему выводу:

Приговор Уральского областного суда от 28 ноября 1932 года и определение судебно-кассационной коллегии Верховного Суда СССР от 28 февраля 1933 года в отношении Кулуканова Арсения Игнатьевича и Морозовой Ксении Ильиничны изменить: переквалифицировать их действия со ст. 58-8 УК СССР на ст. 17 и 58-8 УК СССР, оставив прежнюю меру наказания.
Признать Морозова Сергея Сергеевича и Морозова Даниила Ивановича обоснованно осуждёнными по настоящему делу за совершение контрреволюционного преступления и не подлежащими реабилитации.

Генеральная прокуратура России, занимающаяся реабилитацией жертв политических репрессий, пришла к выводу, что убийство Павлика Морозова носит чисто уголовный характер, и убийцы не подлежат реабилитации по политическим основаниям. Это заключение вместе с материалами дополнительной проверки дела № 374 было направлено в Верховный суд Российской Федерации, который принял решение об отказе в реабилитации убийц Павлика Морозова и его брата Фёдора.

### Мнения о решении Верховного Суда
Согласно мнению Бориса Сопельняка, «в разгар перестроечной истерии […] больше всех старались [выбить любовь к Родине из молодёжи] так называемые идеологи, подпущенные к долларовой кормушке». По мнению Сопельняка, Генеральная прокуратура России тщательно рассмотрела дело.
Согласно мнению Моры Рейнолдс, Матрёна Шатракова умерла за три месяца до поступления решения Верховного Суда России в 2001 году, и почтальон отказался передать решение её дочери.

## Похожие случаи в СССР
Возвеличивание дела Павлика Морозова привело к тому, что в 1930-х годах в Советском Союзе было зафиксировано множество похожих случаев с участием пионеров, которые были либо обнародованы в рамках этой самой компании возвеличивания, либо были её же результатом. Так, в начале 1935 года на станции Вахрушево Кировского края 15-летняя пионерка Анна Соколова услышала разговоры «бывших кулаков» — рабочих-железнодорожников, которые «злорадствовали по поводу убийства Кирова и оправдывали злодейский акт». Школьница обратилась в местный партком, но не смогла добиться от него никаких мер в отношении «врагов народа». Более того, пионерка якобы подверглась травле на заседании, а её отца чуть позже уволили с работы. Всё изменилось, когда об этом случае написала сначала местная печать, затем — всесоюзная газета для детей «Пионерская правда». В итоге «враги народа» были отданы под суд, отец пионерки был восстановлен в должности, а сама она получила в награду за «большевистскую бдительность» отрез шёлка 2½ метра и пару новых сапог. Был также поставлен вопрос о возможном награждении её путевкой во всесоюзный пионерлагерь «Артек».
В декабре 1937 года Анастас Микоян на торжественном собрании, посвященном 20-летию НКВД, озвучил историю некоего Коли Щелова, который якобы «разоблачил врага народа» в лице своего отца и призвал расстрелять его (советская власть и органы НКВД отнеслись к призыву ребёнка благосклонно, и отца мальчика расстреляли). Достоверность данного случая ничем не подтверждена.
«Киргизским Павликом Морозовым» называют Кычана Джакыпова. В период становления советской власти в Киргизии он сообщил милиции о бандитской группе в своём родном селе. По наводке Кычана бо́льшая часть банды была арестована, лишь один из бандитов смог скрыться. Спустя несколько месяцев оставшийся на свободе преступник отомстил Кычану, зарезав мальчика в поле у села. Отличие от Павлика Морозова состоит в том, что Кычан сдал властям не членов своей семьи, а местных бандитов.

## Увековечение имени

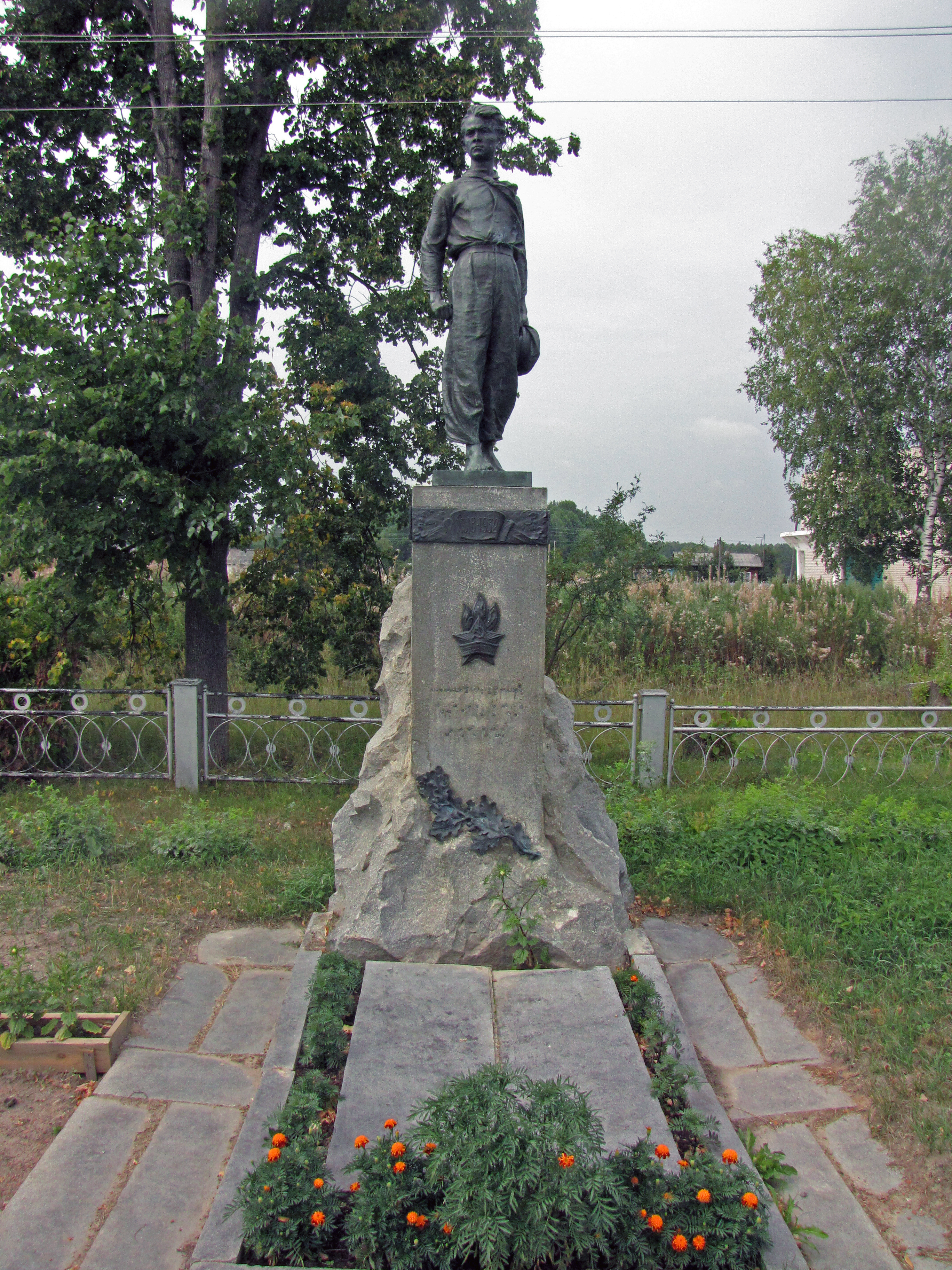
Памятник Павлику Морозову в селе Герасимовка. Здесь же похоронен сам пионер и его брат Фёдор

Памятник Павлику Морозову в городе Острове

Памятник Павлику Морозову в Глазове

Павлик Морозов обличает отца. Рисунок из газеты «Пионерская правда»

- 2 июля 1936 года принято постановление Совнаркома СССР о сооружении памятника Павлику Морозову в Москве при въезде на Красную площадь.
- В 1936 году в Екатеринбурге был открыт парк имени Павлика Морозова
- Павлику Морозову были установлены памятники: в Москве (19 декабря 1948, в детском парке его имени на Красной Пресне; несанкционированно разрушен в августе 1991 года и пропал в течение месяца)
- В 1951 году Свердловский обком ВЛКСМ объявил конкурс на сооружение памятника герою-пионеру Павлику Морозову. Первая премия была присуждена Петру Сажину. В 1952 году — к 20-летию со дня гибели Павлика Морозова — скульптор закончил работу. Памятник был установлен в 1954 году на родине Павлика Морозова, в селе Герасимовке[35].
- В 1957 году в Свердловске было установлено повторение памятника работы Сажина, в парке имени Павлика Морозова. В октябре 1991 года памятник был сброшен с пьедестала. Скульптура не пострадала и была убрана администрацией парка. Парк по-прежнему носит имя Павлика Морозова.
- Памятники были установлены посёлке Русский Акташ Альметьевского района (Республика Татарстан, в городе Остров, в городе Глазов, в городе Ухта (республика Коми), в Калининграде, в Детском парке Симферополя.
- Барельефы в аллеях пионеров-героев в Саратове, Симферополе, Ульяновске, Челябинске и бюст в парке пионеров-героев в Данкове.
- Имя Павлика Морозова было присвоено герасимовскому и другим колхозам, школам, пионерским дружинам.
- Нововаганьковский переулок в Москве был в 1939 году переименован в улицу Павлика Морозова, а в Храме святителя Николая на Трёх горах был организован клуб его имени.
- Имя Павлика Морозова носил Ивано-Франковский областной театр кукол.
- Максим Горький называл Павлика «одним из маленьких чудес нашей эпохи».
- В 1954 году композитор Юрий Балкашин сочинил музыкальную поэму «Павлик Морозов»[36].
- В 1955 году он под № 1 был занесён в Книгу почёта Всесоюзной пионерской организации имени В. И. Ленина. Под № 2 в ту же книгу был занесён Коля Мяготин.
- В Туринске Свердловской области был сквер Павлика Морозова, в центре сквера располагался памятник, изображавший Павлика во весь рост и с пионерским галстуком. В 1990-е годы памятник был похищен неустановленными лицами. Ныне сквер переименован в «Исторический сквер». Также в городе есть улица имени Павлика Морозова.
- В Челябинске на Малой Южно-Уральской железной дороге есть станция имени Павлика Морозова.
- В детском парке Симферополя есть бюст П. Морозова на аллее героев-пионеров (с ошибочной датой смерти — 1933 г.).
- В детском парке города Ухты (Республика Коми) памятник П. Морозову был открыт 20 июня 1968 года (по другим сведениям, в 1972 г.). Автор — скульптор А. К. Амбрулявиус.

В честь Павлика Морозова названо много улиц в городах и сёлах бывшего Советского Союза, многие улицы носят это название и сейчас: во Владикавказе, Перми и Краснокамске (улицы), в Уфе (улица и переулок), Туле (улица и проезд), Аше — районный центр Челябинской области, Владимире, Волгограде, Ишимбае, Йошкар-Оле, Калининграде, Михайловке, Мурманске, Новороссийске, Ульяновске, Красноярске, Якутске, Саранске, Сарове, Омске, Оренбурге, Пензе (с 1978), Смоленске, Твери, Туринске Свердловской области, Ярославле, Адлере, переулок в Санкт-Петербурге, в Евпатории, Керчи, Хабаровске (переулок), улицы ряда населенных пунктов Московской области (г. Лобне, г. Подольске), в Москве (посёлок Липки, район Южное Бутово), в Северодвинске на острове Ягры, в Шарье — административном центре Шарьинского района Костромской области. Также его имя носили улицы ряда городов Украины, которые были переименованы после 2015 года: Киева, Винницы, Кривого Рога, Каменского, Запорожья, Кропивницкого, Полтавы, Харькова, Херсона, Черкасс и Чернигова.
Согласно мнению Йохана Дитча, культ Павлика Морозова в СССР, как и убитого несколькими месяцами ранее Герберта Норкуса в Третьем рейхе, был образцом, характерным для тоталитаризма политической религии. Он также носил признаки современного кровавого навета, служа оправданием для действий репрессивного аппарата. Кроме того, пропаганда и педагогика обоих режимов была направлена на возведение юношей в ранг образцов для подражания, для которых политическая сознательность и готовность идти на жертвы стоит превыше всего.

## В культуре
- О Павлике Морозове слагали стихи и песни, была написана одноимённая опера.
- Павел Соломеин, бывший уполномоченным райкома по раскулачиванию, прибыл в Герасимовку через месяц после убийства по заданию Уральского обкома для написания книги о Павлике, согласно его автобиографии в изложении Дружникова[8][38].
- Член редколлегии «Пионерской правды», общественный обвинитель Елизар Смирнов опубликовал книгу «Павлик Морозов» (М., 1961).
- В 1934 году была создана «Песнь о Павлике Морозове» (слова Сергея Михалкова, музыка Франца Сабо).
- В 1935 году кинорежиссёр Сергей Эйзенштейн начал работать над сценарием Александра Ржешевского «Бежин луг» о Павлике Морозове. Работу не удалось завершить, так как на основании чернового варианта фильма Эйзенштейн был обвинён в «сознательном преуменьшении идеологического содержания» и «упражнениях в формализме»[37].
- Виталий Губарев написал повесть «Павлик Морозов» для младшего школьного возраста (М.-Л., ГИДЛ, 1948; М.: «Молодая гвардия», 1976)[39].
- М. Вагина записала песню хора девушек села Ново-Московское Октябрьского района Челябинской области в 1948 году[40].
- В послевоенные годы поэт Степан Щипачёв написал поэму о Павле Морозове[41].
- Также поэму об «отважном уральском орлёнке» написала поэтесса Е. Е. Хоринская.
- В 1975 году группой «Гуманизм Левинсона» была создана рок-опера «Павлик Морозов — суперзвезда», которая является пародией на рок-оперу Иисус Христос — суперзвезда[42][43].
- Лесь Подервянский написал одноимённую пьесу, где Павлик Морозов представлен эпическим героем, изобличающим атеистов, предателей-власовцев и всю псевдонаучную коммунистическую философию.
- В одноимённой песне рок-группы «Крематорий» Павлик Морозов (альбом: «Клубника со льдом или Любовь до гроба») представлен как неистребимое зло, переходящее из одной эпохи в другую[44].
- В полушуточной песне перестроечного периода «Лысый колобок», исполняемой В. Цыгановой, упоминается в уничижительном контексте.
- В 2002 году режиссёр документалист Александр Белобоков снял фильм «Семейная тайна Павлика Морозова»[45] с использованием уникальных интервью, взятых в конце 80-х годов у очевидцев и непосредственных участников тех событий, а также воспользовавшись небольшим историческим окном для получения реального дела об убийстве Павла Трофимовича Морозова из архива КГБ. Картина проливает свет на многие загадки советского мифа.
- Пьеса и спектакль Нины Беленицкой «Павлик — мой Бог» (2009) ссылается на историю Павла Морозова.
- Писатель Герман Садулаев написал рассказ «Морозовы» (2010), в котором Павлик Морозов отождествляется с ветхозаветным Исааком[46].
- В постапокалиптической компьютерной игре Metro: Last Light один из персонажей — майор разведки Красной Линии (организации Сокольнической линии, использующей для руководства людьми коммунистическую идеологию) Павел Морозов предаёт главного героя, которому не раз был обязан жизнью и спасал сам, поит его снотворным и сдаёт в руки дознавателей на пытки, ради получения информации. В конце игры у игрока будет возможность решить судьбу Павла — убить или дать шанс выжить.[источник не указан 214 дней]

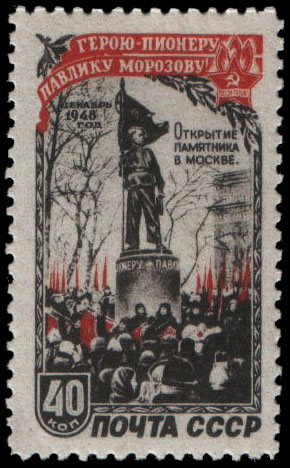
Открытие памятника Павлику Морозову в Москве, Почта СССР, 1950
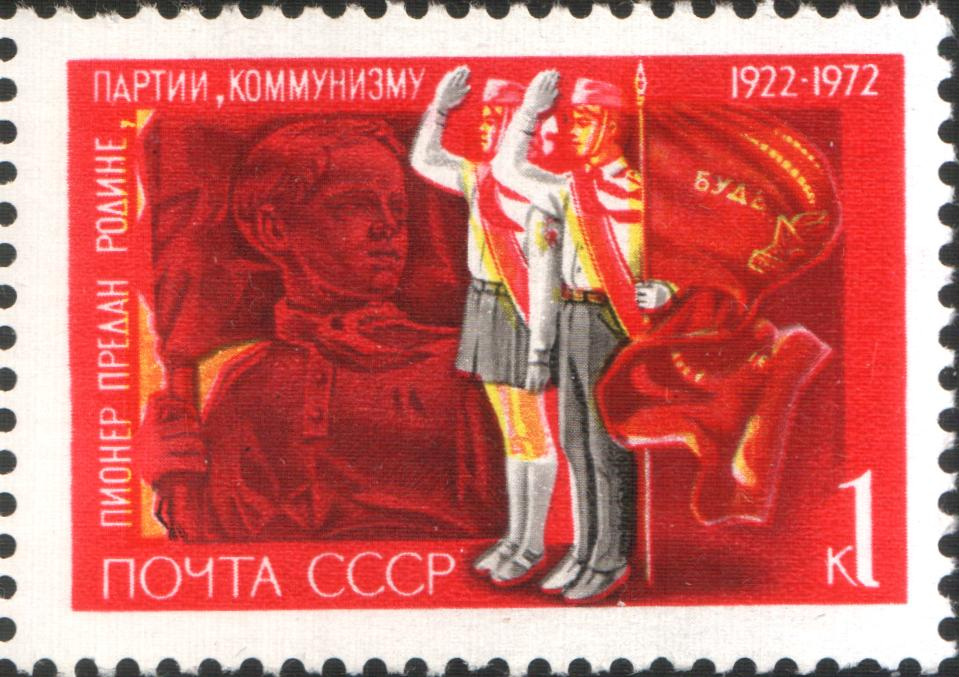
Пионеры отдают салют памятнику Павлику Морозову, Почта СССР, 1972

### Отзывы и мнения
Г. П. Вишневская писала:

И появляется достойнейший образец для подражания — двенадцатилетний предатель Павлик Морозов, «геройски павший в классовой борьбе», удостоенный за своё предательство памятников, портретов, прославленный в песнях и стихах, на которых будут воспитываться следующие поколения. Павлик Морозов, которого и сегодня миллионы советских детей славят за то, что он донёс на собственного отца и деда. Как в гитлеровской Германии учили немецких детей доносить на своих родителей, так и у нас в России начали сознательно воспитывать поколение стукачей, уже начиная со школы.

Историк и публицист Олег Максимович Хлобустов считает, что:

Павел Морозов, будучи допрошенным в феврале 1932 года в качестве свидетеля, подтвердил, что — да, он видел, как в сентябре предыдущего года его отец с каким-то незнакомым мужчиной, не жителем села Герасимовка, выдавал такие справки, взамен получая подношения. Что там было — он не знает, поскольку это было в корзинке. Ну, ясно — присутствовал какой-то корыстный мотив. Вот и все его преступление, что он выступил, как свидетель, как гражданин, который исполнил свой долг. Были заданы конкретные вопросы, он дал на них ответы. Но никакого доносительства, никакого предательства здесь не было, поскольку было подтверждение реального факта. Вот в Москве был пионерский парк и там стоял памятник Павлику Морозову. Естественно он был снесен. А может быть, сегодня как раз пришло время его восстановить, водрузить на место, сказать правду, историческую правду об этом невинно пострадавшем человеке, по сути дела мальчике и воздать ему историческое должное, освободив его от тех наветов, от той клеветы, которая преследует его на протяжении многих лет?

Директор музея Павлика Морозова в Герасимовке Нина Купрацевич оправдывает имя своего земляка:

… он просто жертва сурового времени. А особо суеверные и сегодня обращаются к мальчику, он продолжает жить уже в новом, мистическом образе. Школьники со всей округи, местные жители и гости — Герасимовка вспоминает своего односельчанина. Раньше к нему приходили с горнами и барабанами. Теперь — с кадилом и молитвами. Этот мальчик умер в 13. Но продолжает жить после смерти. 80 лет не могут забыть имя Павлика Морозова. Жестокая расправа над ним и его братом в лесу тревожит умы историков, и не дает покоя односельчанам. Сегодня ясно — он не герой, и не предатель. И уж точно не пионер. Детская организация появилась в Герасимовке через несколько лет после гибели братьев. Мы исказили историю до неузнаваемости. И мы встали на защиту ребёнка. Для нас Павлик Морозов — наш земляк, наш родственник.

### Публикации на основе книги Ю. И. Дружникова
- И Павлики кровавые в глазах… // Правда.ру, 23.09.2003
- Калинина Т. Павлик Морозов пал жертвой жестоких взрослых // Утро.ру, 4 сентября 2007
- Лебедев В. П. Темная аура Павлика Морозова // Альманах «Лебедь». 14.06.2006. № 486.
- Поздняев М. За что ж вы Павлика Морозова? Земляки пионера-героя попросили у него прощения // newizv.ru, 4 сентября 2007
- Рейнольдс М. Бессмертная легенда о Павлике Морозове // ИноСМИ.ру, со ссылкой на Los Angeles Times (2002)
- Щуплов А. Уроки Павлика Морозова // Российская газета.